# Мігель Анхель Мелоньйо
Мігель Анхель Мелоньйо (ісп. Miguel Ángel Melogno, нар. 22 березня 1905, Сальто — пом. 27 березня 1945, Монтевідео) — уругвайський футболіст, що грав на позиції півзахисника.
Виступав за клуб «Белья Віста», а також національну збірну Уругваю, у складі якої став олімпійським чемпіоном та чемпіоном світу.

## Ігрова кар'єра
Мігель Анхель Мелоньйо народився в Сальто, на клубному рівні виступав за клуб «Белья Віста». Він належить до плеяди найвидатніших футболістів клубу 1920-х років, поряд з Хосе Насассі, Адемаром Канавесі, Хосе Леандро Андраде і Пабло Дорадо
У 1925 році провів три матчі за збірну Уругваю. Всі три носили товариський статус, і всі три були зіграні в Асунсьйоні проти збірної Парагваю.
У 1926 році Мелоньйо також викликався в збірну Уругваю, а потім поїхав на Олімпійські ігри 1928 року в Амстердамі, але на поле не виходив, проте як учасник команди завоював золоту олімпійську медаль. Те ж саме відбулося і на домашньому чемпіонаті світу 1930 року. Мелоньйо став чемпіоном світу, проте на поле так і не з'явився.
Мігель Анхель Мелоньйо помер 27 березня 1945 року у віці 40 років. Похований в Монтевідео.

## Титули і досягнення
- Чемпіон світу (1): 1930
- Олімпійський чемпіон: 1928